# 北比布車站
北比布車站（日语：／ Kita-pippu eki */?）是曾由北海道旅客鐵道（JR北海道）所經營，現已廢置的鐵路車站。本站位於日本北海道上川郡比布町北5線11號，曾是宗谷本線沿線的無人小站。此站自開業時作為臨時乘降場以來只在月台北面設置木造候車室。而站名源自於其所在地，即比布町的北方。

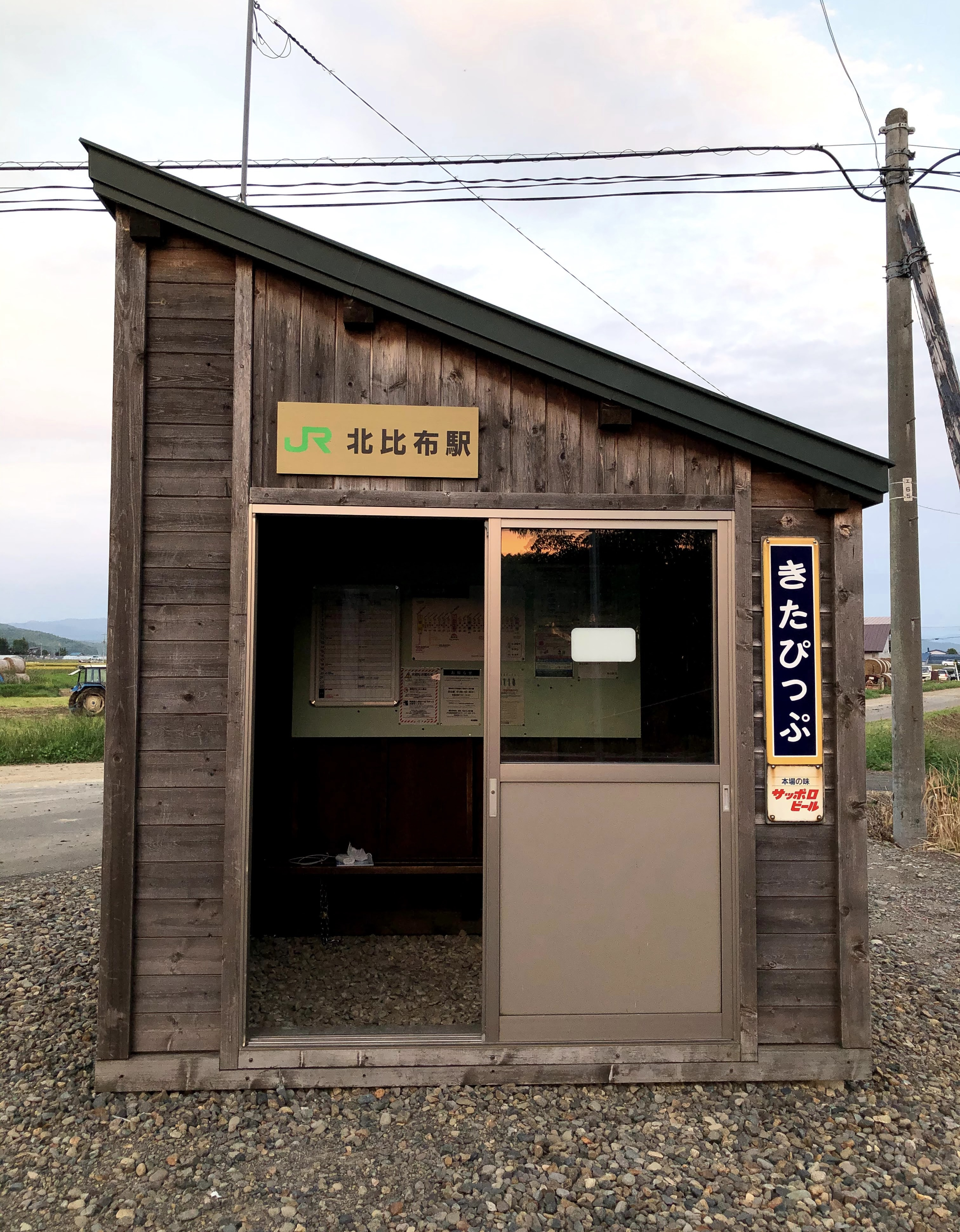
廢站前的候車室(2020年8月)

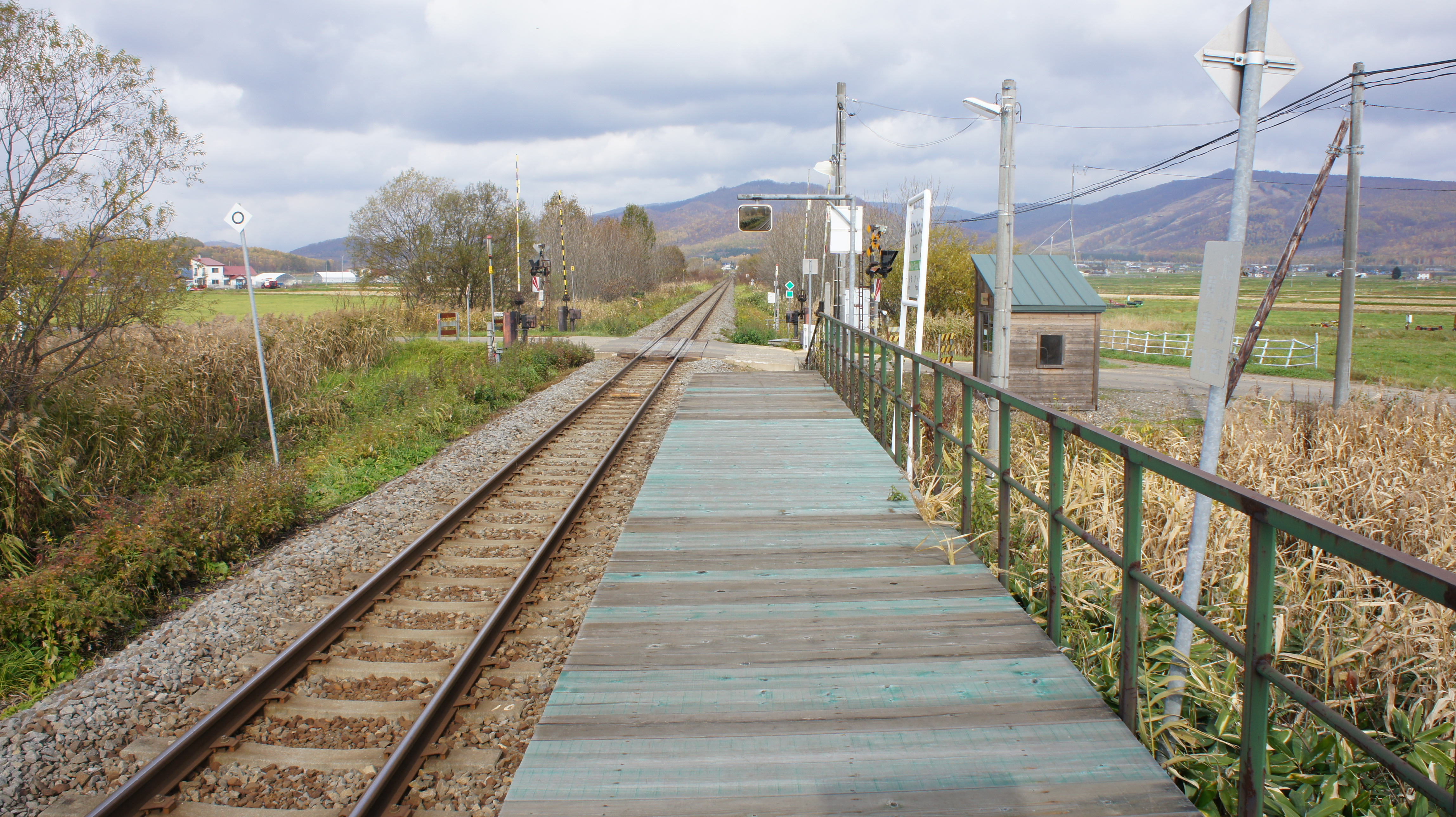
月台(2017年10月)

## 歷史
- 1955年12月2日：以國有鐵道宗谷本線的北比布臨時乘降場開始營業。開始處理乘客業務。
- 1959年11月1日：升格為車站，名為北比布站。
- 1987年4月1日：國鐵分割民營化後，由JR北海道繼承業務。
- 2021年3月13日：隨時間表改正，車站被廢除[1][2]。

## 車站周邊
本站附近主要是農地及田園，而月台亦可以眺望大雪山的山景。
- 北海道道520號鷹栖東鷹栖比布線
- 比布川
- 道北巴士（日语：道北バス）「北5線11號」車站

## 相鄰車站
北海道旅客鐵道（JR北海道）（廢站前）
■宗谷本線
快速「名寄」
通過
普通（一部分列車通過此站）
比布（W34）－北比布（W35）－蘭留（W36）

## 外部連結
- （日語）JR北海道 – 北比布車站（页面存档备份，存于）
- （日語）全驛參觀之旅（页面存档备份，存于）